# Барашков, Александр Васильевич
Александр Васильевич Барашков (1931—2001) — слесарь, депутат Верховного Совета СССР; Герой Социалистического Труда (1971).

## Биография
Родился в 1931 году в деревне Весьегонского района Тверской области. В годы войны работал в колхозе.
С 1950 года слесарь сборочного цеха Рыбинского завода полиграфических машин. В 1971 году ему присвоено звание Героя Социалистического Труда с вручением ордена Ленина и медали «Серп и Молот».
В 1974—1979 годах депутат Верховного Совета СССР IX созыва. Помимо прочего, с его депутатской помощью был построен новый автодорожный мост через Ухру.
Награждён также орденом «Знак Почёта» и званием «Почётный гражданин Рыбинска».
Автор книги «Собственная гордость», вышедшей в Верхневолжском издательстве.
Умер в Рыбинске в 2001 году.